# Rob O'Gara
Rob O'Gara (né le 6 juillet 1993 à Massapequa dans l'État de New York aux États-Unis) est un joueur professionnel américain de hockey sur glace. Il évolue au poste de défenseur.

## Biographie
Il est repêché par les Bruins de Boston au cinquième tour lors du repêchage d'entrée dans la LNH 2011 avant de rejoindre en 2012 les Bulldogs de l'Université Yale. Après avoir passé quatre saisons avec les Bulldogs, il devient professionnel vers la fin de la saison 2015-2016 avec les Bruins de Providence, club-école de Boston dans la LAH. Il fait ses débuts dans la LNH avec les Bruins de Boston en octobre 2016.
Le 20 février 2018, il est échangé aux Rangers de New York, avec un choix de troisième tour en 2018, contre Nick Holden.

## Statistiques
| Saison     | Équipe                      | Ligue      |    | Saison régulière | Saison régulière | Saison régulière | Saison régulière | Saison régulière |   | Séries éliminatoires | Séries éliminatoires | Séries éliminatoires | Séries éliminatoires | Séries éliminatoires |
| Saison     | Équipe                      | Ligue      | PJ | B                | A                | Pts              | Pun              | PJ               | B | A                    | Pts                  | Pun                  |                      |                      |
| 2012-2013  | Université Yale             | ECAC       | 37 | 0                | 7                | 7                | 32               | -                | - | -                    | -                    | -                    |                      |                      |
| 2013-2014  | Université Yale             | ECAC       | 33 | 4                | 7                | 11               | 30               | -                | - | -                    | -                    | -                    |                      |                      |
| 2014-2015  | Université Yale             | ECAC       | 33 | 6                | 15               | 21               | 31               | -                | - | -                    | -                    | -                    |                      |                      |
| 2015-2016  | Université Yale             | ECAC       | 30 | 4                | 8                | 12               | 41               | -                | - | -                    | -                    | -                    |                      |                      |
| 2015-2016  | Bruins de Providence        | LAH        | 5  | 1                | 0                | 1                | 4                | -                | - | -                    | -                    | -                    |                      |                      |
| 2016-2017  | Bruins de Boston            | LNH        | 3  | 0                | 0                | 0                | 0                | -                | - | -                    | -                    | -                    |                      |                      |
| 2016-2017  | Bruins de Providence        | LAH        | 59 | 4                | 9                | 13               | 30               | 3                | 0 | 0                    | 0                    | 4                    |                      |                      |
| 2017-2018  | Bruins de Providence        | LAH        | 43 | 2                | 6                | 8                | 16               | -                | - | -                    | -                    | -                    |                      |                      |
| 2017-2018  | Bruins de Boston            | LNH        | 8  | 0                | 0                | 0                | 0                | -                | - | -                    | -                    | -                    |                      |                      |
| 2017-2018  | Rangers de New York         | LNH        | 22 | 0                | 3                | 3                | 6                | -                | - | -                    | -                    | -                    |                      |                      |
| 2018-2019  | Wolf Pack de Hartford       | LAH        | 47 | 3                | 8                | 11               | 64               | -                | - | -                    | -                    | -                    |                      |                      |
| 2019-2020  | Rampage de San Antonio      | LAH        | 5  | 0                | 0                | 0                | 6                | -                | - | -                    | -                    | -                    |                      |                      |
| 2019-2020  | Thunderbirds de Springfield | LAH        | 20 | 3                | 3                | 6                | 4                | -                | - | -                    | -                    | -                    |                      |                      |
| 2020-2021  | Bears de Hershey            | LAH        | 26 | 1                | 3                | 4                | 33               | -                | - | -                    | -                    | -                    |                      |                      |
| Totaux LNH | Totaux LNH                  | Totaux LNH | 33 | 0                | 3                | 3                | 6                | -                | - | -                    | -                    | -                    |                      |                      |

## Trophées et honneurs personnels
- 2013-2014 : nommé dans la deuxième équipe d'étoiles de l'Ivy League.
- 2014-2015 :
  - nommé dans la première équipe d'étoiles de l'ECAC.
  - nommé dans la première équipe d'étoiles de la région Est de la NCAA.
  - nommé dans la première équipe d'étoiles de l'Ivy League.
  - nommé défenseur défensif de la saison dans l'ECAC.
- 2015-2016 :
  - nommé dans la première équipe d'étoiles de l'ECAC.
  - nommé dans la deuxième équipe d'étoiles de la région Est de la NCAA.
  - nommé dans la première équipe d'étoiles de l'Ivy League.
  - nommé défenseur défensif de la saison dans l'ECAC.